# Пфаффенвайлер
Пфаффенвайлер (нім. Pfaffenweiler) — громада в Німеччині, знаходиться в землі Баден-Вюртемберг. Підпорядковується адміністративному округу Фрайбург. Входить до складу району Брайсгау-Верхній Шварцвальд.
Площа — 3,61 км2. Населення становить 2597 ос. (станом на 31 грудня 2020).